# Lambert Gas and Gasoline Engine Company

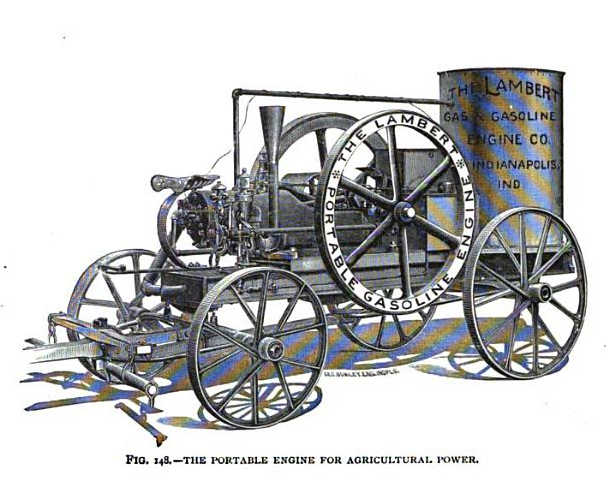
Fahrbarer Lambert-Motor zum Einsatz in der Landwirtschaft (1910)

Die Lambert Gas and Gasoline Engine Company wurde in der zweiten Hälfte des 19. Jahrhunderts von John W. Lambert als Teil des Unternehmenskonglomerates um die Buckeye Manufacturing Company gegründet.  

## Geschichte
Als Lambert Anfang 20 war, gründete er eine Partnerschaft mit seinem Vater unter dem Unternehmensnamen J. W. Lambert & Company. Das Unternehmen stellte Grabgabelstiele und Holzspeichen her. Ende 1891 zog er nach Ohio City um, nachdem er erfolglos versucht hatte „pferdelose Kutschen“ herzustellen und zu vertreiben. Dort betrieb er ein Geschäft für landwirtschaftlichen Bedarf, einen Kornspeicher und einen Schrottplatz. 1893 kam Lambert nach Anderson (Indiana) und zog einen Teil seiner Maschinen nach dorthin um. Dies war die Keimzelle seiner Fabrik in Anderson. Die Fabrik bestand aus 24.000 m² Ziegelgebäuden und war mit den modernsten Maschinen der damaligen Zeit ausgestattet. Die Lambert-Gesellschaft fertigte landwirtschaftliche Ausrüstung und stationär zu betreibende Benzinmotoren für Bauernhöfe und andere gewerbliche Einsatzfälle. 1893 erhielten die Werke die Namen Lambert Gas and Gasoline Engine Company und Buckeye Manufacturing Company. Zu dieser Zeit waren dort ca. 250 Leute angestellt.

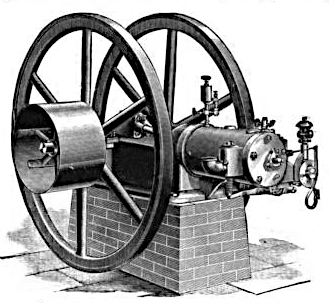
Lambert-Stationärmotor (1895)

Die Fabrik wurde 1900 mit Maschinen zur Fertigung von Automobilen ausgestattet, wobei die Lambert Gas and Gasoline Engine Company die Motoren fertigte und die Buckeye Manufacturing Company andere Teile für die Autos. B. F. Lambert war Präsident der Gesellschaft, George A. Lambert Sekretär, während John A. Lambert die Aufgaben des Finanzvorstandes und Werkleiters übernahm. Der Kapitalstock des Unternehmens betrug US-$ 100.000,--, was in heute Millionen von US-$ entsprechen würde.
Bevor die Lambert Gas and Gasoline Engine Company Automobilmotoren baute, beschäftigte sie sich mit dem Bau von Stationärmotoren. Eine teilweise Beschreibung des Lambert-Stationärmotors lautet: „Die Motoren der Lambert Gas and Gasoline Engine Company sind alle horizontal liegende Viertaktmotoren. Es gibt sie in 15 Leistungsstufen von 1 bhp (0,74 kW) bis 40 bhp (29 kW). Die Ventile haben Pilzform und werden von einer Nockenwelle mit untersetztem Schneckentrieb angetrieben. Das Auslassventil wird von einem Hebel, der quer unter dem Zylinderfuß verläuft, geöffnet, der am Ende mit einer Rolle versehen ist, die von der Nockenwelle betätigt wird. Der Auslass wird durch eine Wassermantel gekühlt und auch der Zylinderkopf besitzt einen Kühlmantel, sodass im Kühlsystem kein Leck entstehen kann und Kühlwasser in den Zylinder eindringt.“
Die Lambert Gas and Gasoline Engine Company lieferte zu jedem Motor eine Betriebsanleitung mit. Es war eine Anleitung für die Benzinmotoren des Unternehmens, die angab, wie man die Arbeitsweise der Maschine lediglich am Arbeitsgeräusch erkennen konnte.